# Новомарковичский сельсовет
Новомарковичский сельсовет (белор. Навамаркавіцкі сельсавет) — административная единица на территории Жлобинского района Гомельской области Белоруссии. Административный центр — деревня Новые Марковичи.

## История
В состав Новомарковичского сельсовета входили (в настоящее время не существующие): до 1962 года усадьба Каменской МТС, до 1966 года деревня Микуличи, до 1967 года посёлок Витов, до 1971 года деревня Белая Ветка, до 1986 года деревня Закаров, до 1987 года деревни Ковалёвка и Калиновка.
В 2013 года к сельсовету присоединена территория упразднённого Кабановского сельсовета вместе с 4 населёнными пунктами.

## География
Расположен в юго-восточной части Жлобинского района.
Граничит с Папоротнянским, Стрешинским, Верхнеолбянским и Доброгощанским сельсоветами Жлобинского района.
Протекает река Березина.

## Состав
Новомарковичский сельсовет включает 12 населённых пунктов:
- Великий Лес — деревня
- Глушица — посёлок
- Жирховка — деревня
- Кабановка — деревня
- Калиновка — деревня
- Ляды — деревня
- Нововиноградов — деревня
- Новые Марковичи — деревня
- Прибудок — деревня
- Отрубы — деревня
- Рудня — деревня
- Толстыки — деревня